# F-22 Raptor (videogioco)
F-22 Raptor è un simulatore di volo pubblicato dalla NovaLogic per PC nel 1997 dove il giocatore guida un F-22 Raptor della USAF.

## Modalità di gioco

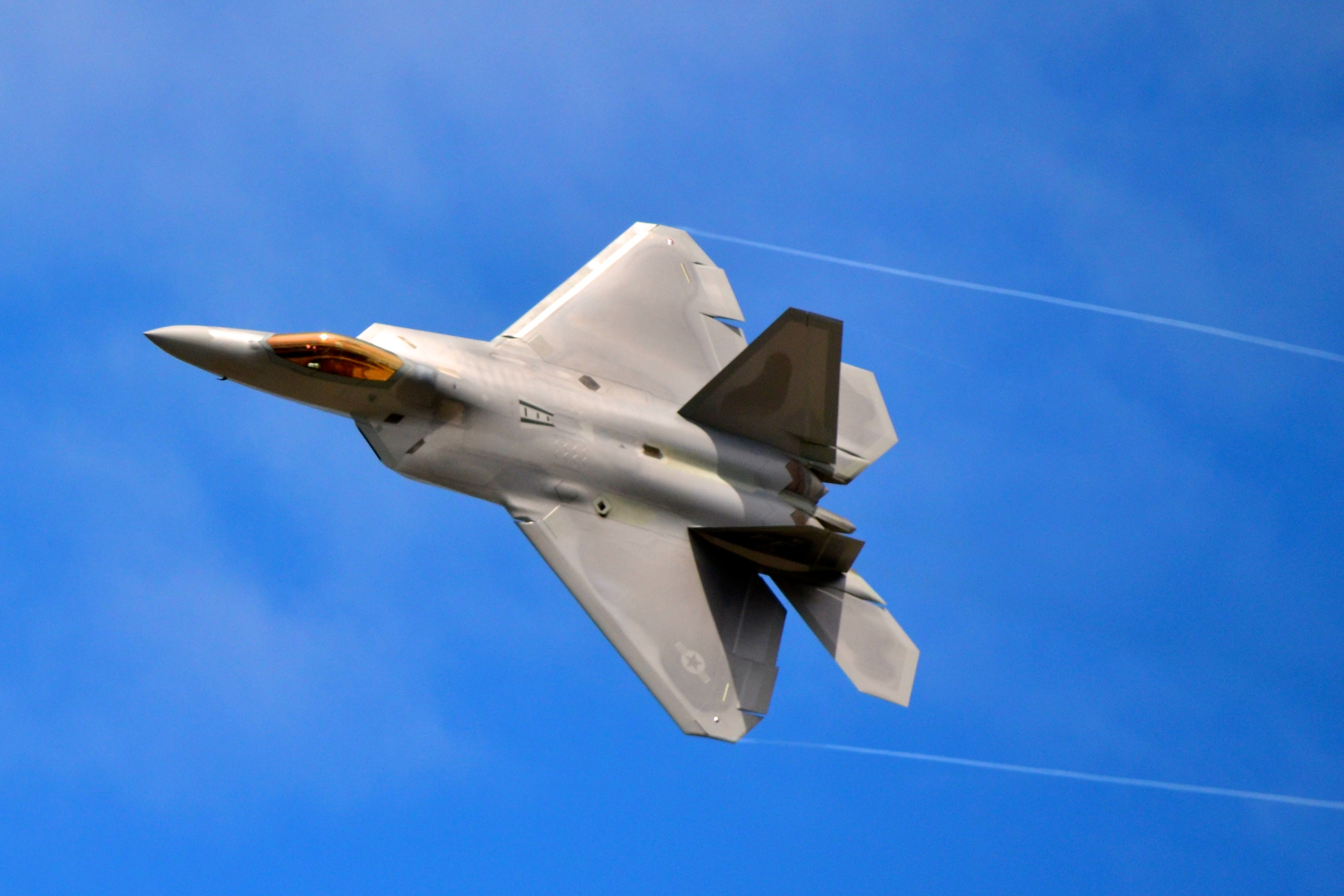
Un caccia F-22 Raptor, l'unico aereo guidabile del gioco

Il gioco si basa su combattimenti tra aerei moderni in varie campagne e missioni. Durante la campagna si lotterà per l'esercito degli Stati Uniti d'America in territori di guerra che comprendono l'Angola, la Giordania, la Russia, la Colombia e l'Iran.